# Nesmilje
Nesmilje (mađ. Neszmély, bivši Almásneszmély) je podunavsko selo na samom sjeveru zapadne polovine Mađarske. Nesmiljski je hrvatski toponim zabilježio Živko Mandić u podunavskom selu Senandriji.

## Upravna organizacija
Upravno pripada tatskoj mikroregiji u Komoransko-ostrogonskoj županiji. Poštanski je broj 2544.
1977. su godine spojena dva naselja, Dunaalmás i Nesmilje (mađ. Neszmély) u naselje koje je nosilo službeno mađarsko ime Almásneszmély, a u Hrvata se i dalje zvalo Nesmilje, a 1991. je godine Nesmilje opet izdvojeno u samostalno naselje.

## Stanovništvo
U Nesmilju je prema popisu 2001. živjelo 1429 stanovnika, većinom Mađara, te nešto Slovaka, Nijemaca i Ukrajinaca.

## Vanjske poveznice
- Službene stranice